# Сан-Себастьяно-аль-Палатино (титулярная диакония)
Сан-Себастьяно-аль-Палатино — титулярная церковь была создана Папой Павлом VI 30 января 1973 года апостольской конституцией Auctis pro Ecclesiae. Титулярная диакония принадлежит церкви Сан-Себастьяно-аль-Палатино, расположенной на римском холме Палатине, на виа Сан-Бонавентура.

## Список кардиналов-дьяконов и кардиналов-священников титулярной диаконии Сан-Себастьяно-аль-Палатино
- Фердинандо Джузеппе Антонелли, O.F.M. — (5 марта 1973 — 2 февраля 1983), титулярная диакония pro illa vice (2 февраля 1983 — 12 июля 1993, до смерти);
- Ив Конгар, O.P. — (6 ноября 1994 — 22 июня 1995, до смерти);
- Дино Мондуцци — (21 февраля 1998 — 13 октября 2006, до смерти);
- Джон Патрик Фоли — (24 ноября 2007 — 11 декабря 2011, до смерти);
- Эдвин Фредерик О’Брайен — (18 февраля 2012 — 4 марта 2022), титулярная диакония pro hac vice (4 марта 2022 — по настоящее время).